# Bhāskara II
Bhāskara (1114-1185), hay Bhāskarāchārya ("Bhāskara, người thầy"), hay là Bhaskara II để tránh nhầm lẫn với Bhāskara I, là một nhà toán học và thiên văn học người Ấn Độ. Ông sinh tại Bijapur, bang Karnataka.
Bhāskara đã có những đóng góp đáng kể cho kiến thức toán học và thiên văn trong thế kỷ 12. Ông được gọi là nhà toán học vĩ đại nhất của Ấn Độ thời trung cổ. Tác phẩm chính của ông có nhan đề là Siddhānta Shiromani (dịch từ tiếng Phạn là "Vương miện của các chuyên luận"), được chia thành bốn phần là Lilāvatī, Bījagaṇita, Grahagaṇita và Golādhyāya, đôi khi cũng được coi là bốn tác phẩm độc lập. Bốn phần này đề cập đến số học, đại số, toán học về hành tinh và hình cầu. Ông còn có một chuyên luận khác tựa là Karaṇa Kautūhala.
Công trình của Bhāskara về vi tích phân có từ trước cả Newton và Leibniz hơn nửa thiên niên kỷ. Ông đã khám phá ra các nguyên tắc tính toán vi phân và ứng dụng của nó để giải quyết các phép tính trong toán học và thiên văn. Cho dù Newton và Leibniz nổi danh vì phép tính vi phân và tích phân, có bằng chứng mạnh mẽ cho thấy Bhāskara là người tiên phong về một số nguyên tắc của phép tính vi phân. Có lẽ ông là người đầu tiên diễn đạt khái niệm về hệ số vi phân và phép tính vi phân.
Vào ngày 20 tháng 11 năm 1981, Tổ chức Nghiên cứu Vũ trụ Ấn Độ (ISRO) đã phóng vệ tinh mang tên ông lên không gian, cho thấy sự tôn vinh tài năng toán học và thiên văn học của ông.

## Cơ khí
Động cơ vĩnh cửu được đề cập đến từ năm 1150, đó là khi Bhāskara II mô tả một loại bánh xe mà ông tuyên bố có khả năng chạy mãi mãi.
Bhāskara II đã sử dụng một thiết bị đo lường được gọi là Yaṣṭi-yantra. Thiết bị này được thiết kế đặc biệt, có thể thay đổi từ một thanh thẳng đơn giản thành hình chữ V, giúp đo lường góc với sự hỗ trợ của thang đo hiệu chỉnh.